# Чанги (аэропорт)
Аэропорт Сингапур—Чанги́ (ИАТА: SIN, ИКАО: WSSS) (англ. Singapore Changi Airport; малайск. Lapangan Terbang Changi Singapura; кит. упр. 新加坡樟宜机场, пиньинь Xīnjiāpō Zhāngyí Jīchǎng; там. சிங்கப்பூர் சாங்கி விமானநிலையம) — международный аэропорт, один из авиационных хабов в Азии (Юго-Восточный регион) и единственный аэропорт Сингапура. Находится в районе Чанги в 17,2 км от северо-восточного коммерческого центра и занимает 13 квадратных километров.
Аэропорт эксплуатируется Civil Aviation Authority of Singapore (CAAS) и является базой Сингапурских Авиалиний, Singapore Airlines Cargo, Scoot, SilkAir, Tiger Airways, Jetstar Asia Airways, Valuair, и Jett8 Airlines Cargo. По данным апреля 2008 года, в неделю выполняется около 4 340 полетов 80-ю авиалиниями в более чем 116 городов 59 стран мира. Аэропорт является важным вкладчиком в экономику Сингапура (более 4,5 миллиарда сингапурских долларов) и работодателем для 13 000 человек.
В 2007 году аэропорт принял 36 701 556 пассажиров, что на 4,8 % больше, чем в 2006 году.
Это поставило его на 19 место в списке аэропортов по количеству обслуживаемых пассажиров. Также аэропорт является самым занятым по количеству груза, который по данным 2007 года составил 1,89 миллиона тонн..
9 января 2008 года открылся третий терминал, на строительство которого ушло 1,75 миллиарда сингапурских долларов. Терминалы 1 и 2 будут обновлены. На обновление терминала 2 ушло 240 миллионов сингапурских долларов. В 2006 году на 45 миллионов сингапурских долларов был построен ещё один — бюджетный терминал.
С момента его открытия в 1981 году аэропорт стал примером в авиационной индустрии, получив более 280 наград за 20-летний период с 1987 по 2007 год. C присуждением в 19-раз звания лучшего аэропорта мира, аэропорт Чанги по-прежнему работает над улучшением обслуживания.
В 2020 году аэропорт был удостоен награды Skytrax World Airport Awards как самый лучший среди аэропортов мира с годовым пассажиропотоком от 60 до 70 миллионов человек, а также занял первую позицию в ТОП-10 аэропортов мира.

## История
Мировой рост авиаперевозок оказал влияние на экономику Сингапура, где Международный аэропорт Сингапура в Пайя-Лебар, третий гражданский аэропорт Сингапура наряду с аэропортами Селетар (главный аэропорт в 1930-37 годах, в настоящее время используется частными самолётами и для небольшого количества коммерческих рейсов) и Калланг (1937-55), оказался перед лицом проблемы нехватки пропускной способности. Открытый в 1955 году, с одной взлетно-посадочной полосой (ВПП) и маленьким пассажирским терминалом, он перестал справляться с трафиком в 1970-е, когда пассажиропоток вырос с 300 000 до 1 700 000 пассажиров ежегодно в 1970-м и 4 000 000 в 1975-м году.
Правительство видело две возможности дальнейшего развития: увеличение провозных мощностей в аэропорту в Пайя-Лебар и строительство нового аэропорта в новом месте. После длительного изучения проблемы в 1972 году британский консультант дал рекомендацию развивать аэропорт в Пайя-Лебар. Планами развития предполагалось строительство второй взлётно-посадочной полосы и перестройку пассажирского терминала. В следующем году, тем не менее, от этого плана отказались в связи с начавшимся нефтяным кризисом.
В связи с тем, что аэропорт был расположен на территории, перспективной для городской застройки, окружённый со всех сторон городом, что ограничивало его физический рост, правительство в 1975 году приняло решение о строительстве нового аэропорта в восточной части главного острова в Чанги на земельном участке бывшей британской авиабазы Чанги. Аэропорт был построен таким образом, чтобы он мог быть расширен за счёт намыва земли восточнее авиабазы в связи с продолжающимся ростом трафика уже в то время. Дополнительным преимуществом нового аэропорта стал взлёт и посадка самолётов со стороны моря, в то время как в Пайя-Лебар они пролетали над жилыми домами. Впоследствии старый аэропорт в Пайя-Лебар был передан военным для использования в качестве авиабазы.

### Строительство
Аэропорт «Чанги» является одним из крупнейших строительных проектов в истории Сингапура. Площадь участка земли, который нужно было подготовить к строительству аэропорта, составила 52 000 000 м2, работы по засыпанию его мусором, песком и грунтом начались в июне 1975 года. Работы выполняла PentaOcean Construction (五洋建設), одна из крупнейших строительных компаний Японии и один из крупнейших застройщиков в Сингапуре. Для осушения протекавших в этом районе трёх рек были построены каналы. В общей сложности обработке подверглось 8,7 км2 земли (из которых 2 км2 болотистой местности и 6,7 км2 насыпного участка в море), в результате чего площадь участка выросла до 13 км2. При строительстве было разрушено 558 зданий, выкопано около 4100 могил, снесена пулемётная установка и изменены русла трёх рек. Все эти работы были завершены в мае 1977 года. С 1977 по 1979 производились работы по закладке фундамента Терминала 1 и других зданий аэропорта. Контрольно-диспетчерский пункт высотой 78 м стал визитной карточкой аэропорта. Первоначальное название башни управления движением — Aitropolis, однако оно используется редко. Бесколонный ангар может вместить три самолёта Boeing 747. Специальный причал был построен на побережье, чтобы получать топливо с судов. Топливо откачивается на расстояние около полутора километров, в аэропорту работают шесть топливных операторов, которые находятся в северо-восточной части аэропорта. Трубопроводы подведены ко всем стоянкам самолётов.
Первая очередь стоимостью 1,3 млрд сингапурских долларов была открыта 1 июля 1981 рейсом Singapore Airlines из Куала-Лумпура. Официальное открытие аэропорта состоялось 29 декабря 1981 года. К концу первого года эксплуатации пассажирооборот составил 8,1 млн пассажиров, грузооборот — 193 000 тонн, при этом было совершено 63 100 взлётов-посадок.
Несмотря на то, что аэропорт был открыт в 1981 году, некоторые участки ещё не были завершены. Большой ангар был закончен в 1982 году, а первая ВПП полностью достроена только в 1983. Департамент общественных работ (ныне не существующий государственный орган) принял решение об ускорении строительства второй ВПП на насыпной части к востоку от Терминала 1. Отдельные участки строительства фазы 2 достраивались в последующие годы. В 1985 году начались работы по строительству Терминала 2 к югу от Терминала 1. Терминал 2 был достроен в 1989 году, начал эксплуатироваться в 1990 году, а официально открыт 1 июня 1991 года. Открытие второго терминала было непосредственно связано с ростом пассажиропотока.

### Развитие
Политика развития аэропорта строится на решении задачи обслуживания всё возрастающего пассажиропотока при поддержании высоких стандартов обслуживания. Первоначальный генеральный план предусматривал строительство двух терминалов в аэропорту, однако была учтена возможность дальнейшего расширения и строительства третьего терминала, имеющего такую же конфигурацию, как Терминал 2.
Строительство Терминала 3 началось в 1999 году и обошлось в 1,75 млрд сингапурских долларов. Первоначально планировалось завершить строительство в 2006 году, однако эта дата была перенесена на два года, так как угроза терроризма привела к снижению пассажирского трафика в аэропорту. Терминал начал работу 9 января 2008 года с приёма рейса Singapore Airlines из Сан-Франциско через Гонконг. Пропускная способность аэропорта после ввода Терминала 3 увеличилась на 22 млн пассажиров в год, в результате общая пропускная способность аэропорта составила 70 млн пассажиров в год. Кроме того, был построен новый девятиэтажный отель Crown Plaza рядом с Терминалом 3.
Изменения в авиационной индустрии привели к необходимости внесения изменений в мастер-план аэропорта, в результате были введены мощности по обслуживанию бюджетных авиакомпаний и VIP-пассажиров. Чанги стал первым аэропортом в Азии, в котором появился терминал для лоукост-авиакомпаний, он начал работу 26 марта 2006 года, за несколько дней до открытия такого же терминала в Куала-Лумпуре, а официально был открыт 31 октября 2006 года. Автономный терминал для «Коммерчески важных персон» (CIP), оператором которого стал JetQuay, начал работу 15 августа 2006 года, а официально был открыт 29 сентября 2006. Это был первый терминал в Азии для VIP-пассажиров.
В то время как шло строительство новых терминалов, одновременно проводились работы по модернизации и расширению существующих. Терминал 1 прошёл крупную реконструкцию в 1995 году, а затем было достроено 14 телетрапов, которые начали функционировать в 1999. Терминал 2 был увеличен вскоре после его открытия в 1990 году, к нему добавились два пирса с телетрапами в 1996. В 2002 начал работу Changi Airport Skytrain. 13 сентября 2006 аэропорт отметил завершение крупномасштабной модернизации Терминала 2.
Для приёма Airbus A380 в аэропорту были проведены мероприятия стоимостью 60 млн сингапурских долларов. Было построено 19 гейтов для приёма двухпалубного самолёта, восемь из них — в Терминале 3. Были увеличены багажные ленты, ВПП и рулёжные дорожки, были построены две стоянки для грузовых самолётов и две удалённые стоянки для самолётов. Были приняты меры по обеспечению дополнительной безопасности от возможных террористов. 11 ноября 2005 года аэропорт стал первым за пределами Европы, в котором совершил посадку A380 с целью тестирования возможностей аэропорта к приёму этого самолёта, также впервые в мире был использован тройной пассажирский трап для посадки в самолёт.
Дорогостоящая модернизация Терминала 1, аналогичная модернизации Терминала 2, началась в сентябре 2007 года. Планом предусмотрена модернизация двух ВПП и старых рулёжных дорожек. Терминал 3 был завершён в 2007 году, его открытие состоялось в 2008 году. Были модернизированы системы безопасности и установлены системы наблюдения.
В 2006 году была открыта короткая ВПП со стороны авиабазы Чанги, в будущем возможно её использование для приёма гражданских самолётов.
6 марта 2008 министр транспорта Сингапура Лим Хви Хуа сообщила Парламенту о планах строительства Терминала 4.

## Инфраструктура
В связи с ограниченностью территории концепция сингапурского аэропорта Чанги предполагает его функционирование как главного аэропорта страны таким образом, чтобы в будущем не переносить его в другое место и не задействовать другие аэропорты для обеспечения увеличивающегося пассажирского трафика. Долговременные планы развития аэропорта предполагают использование насыпного участка, который может достигнуть размеров сегодняшнего аэропорта и на котором будет построено дополнительно ещё две ВПП и два пассажирских терминала.
Мастер-план аэропорта первоначально предусматривал строительство двух терминалов и двух ВПП с возможностью постройки ещё двух терминалов. Первая фаза включала строительство одного терминала и первой ВПП, 45 стоянок самолётов, инфраструктуры, в том числе большого ангара, первой пожарной станции, технических и административного зданий, грузового комплекса, двух грузовых складов, кейтеринга и контрольно-диспетчерского пункта высотой 78 м. Вторая фаза строительства началась непосредственно после окончания фазы 1 и включала вторую ВПП, 23 новые стоянки для самолётов, вторую пожарную станцию и третий грузовой склад.

### Терминалы
На данный момент[когда?] в аэропорту функционирует 5 терминалов. Терминалы 1, 2 и 3 непосредственно соединены с общей транзитной зоной, пассажиры могут непосредственно перемещаться между терминалами, не проходя иммиграционный контроль. Для быстрого перемещения между терминалами существуют травелаторы и система Skytrain, хотя также возможно перемещение пешком. Рядом с Терминалом 2 находится JetQuay, в котором находятся стойки регистрации для пассажиров бизнес-класса и откуда можно попасть в самолёт на индивидуальном транспорте. Бюджетный терминал, созданный специально для бюджетных перевозчиков, физически отделён от главных терминалов к югу, из него можно попасть в Терминал 2 с помощью бесплатных автобусов. Общая пропускная способность всех пяти терминалов составляет 68,7 млн пассажиров в год, их общая площадь — 1 045 020 м². Пропускная способность вырастет до 73 млн пассажиров в год после расширения Бюджетного терминала в 2009 году.
Терминалы аэропорта Чанги могут удовлетворить все запросы всех категорий пассажиров: Бюджетный терминал — для экономных пассажиров, Терминалы 1, 2 и 3 — для большей части пассажиров, Терминал JetQuay CIP — для пассажиров, которые привыкли к роскоши.

#### Терминал 1
Старейший терминал аэропорта Чанги был единственным терминалом с момента открытия 1 июля 1981 года до открытия Терминала 2 через девять лет. Построенный в форме буквы «H» для максимизации количества телетрапов, он дважды проходил глубокую модернизацию. Большая реконструкция проводилась в 1995 году, тогда были увеличены два пирса и добавлено 14 телетрапов с 1996 по 1999 годы. На сегодняшний день площадь терминала составляет 280 020 м², а его пропускная способность — 21 млн пассажиров в год.
Новую реконструкцию проводит компания Takenaka Corporation, она началась в мае 2008 года и будет продолжаться до 2011 года. На сегодняшний день это самая крупная перестройка терминалов, в результате неё фасады и залы будут оформлены в стиле «Тропический город». Эта модернизация приведёт уровень терминала к уровню новейшего Терминала 3 и недавно прошедшего модернизацию Терминала 2.

#### Терминал 2
Терминал 2 был открыт 22 ноября 1990 года как часть Этапа II первоначального генерального плана аэропорта. Терминал имеет линейную конфигурацию и расположен параллельно ВПП, к югу от Терминала 1. Он связан системой Skytrain с двумя другими терминалами. Все рейсы Singapore Airlines и SilkAir были переведены в Терминал 2 сразу после его открытия, впоследствии сюда же были переведены другие авиакомпании из Юго-восточной Азии — Malaysian Airlines, Philippine Airlines и Royal Brunei Airlines. Терминал 2 со временем стал обслуживать рейсы ещё ряда авиакомпаний, главным образом партнёров Singapore Airlines, в частности Lufthansa. Терминал 2 покинули Air France (стала обслуживаться в Терминале 1), Air Canada и Austrian Airlines (обе прекратили полёты в Чанги в октябре 2006 года). В сентябре 2007 года в Терминал 2 стала совершать рейсы Etihad Airways, а с 1 октября 2008 года — All Nippon Airways.
Терминал 2 разделён на 4 секции с гейтами, которые названы по букве секции и пронумерованы. В терминале находятся кинотеатр и ресторан Burger King, а также большая торговая зона. Внутри терминала разбит сад. На крыше терминала также расположен сад. В Терминале 2 расположен один из крупнейших в мире плазменных дисплеев.

#### Терминал 3
Терминал 3 вошёл в эксплуатацию 9 января 2008 года, увеличив пропускную способность на 22 млн пассажиров в год. В терминале 28 телетрапов, восемь из которых предназначены для приёма Airbus A380. В то время как в других двух терминалах зоны ожидания разделены, в Терминале 3 у некоторых гейтов совместные зоны ожидания.
Разработчиками Терминала 3 выступили CPG Corporation, Skidmore, Owings and Merrill (крыша) и Вудхед Вильсон (интерьер). Архитектура Терминала 3 значительно отличается от предыдущих терминалов. Также как и в других новых аэропортах региона, в конструкции терминала использовалось стекло. Для того, чтобы компенсировать впечатление «технологичности», которое создают стекло и сталь, используются природные мотивы и элементы, например «Зелёная стена» и фонтан, пол в кремовых и бежевых тонах. Крыша сконструирована таким образом, чтобы она пропускала максимальное количество естественного света.
Singapore Airlines совершила первый рейс в Терминал 3 9 января 2008 года, это был рейс SQ001 из Сан-Франциско через Гонконг. Первым рейсом из Терминала 3 стал SQ318 в Лондон-Хитроу. Впоследствии региональные и дальнемагистральные рейсы в Северную Америку (кроме Хьюстона), Европу (кроме Москвы), на Дальний Восток (кроме рейсов в Японию через Бангкок) и в страны Океании отправляются из нового терминала, в то время как остальные рейсы отправляются из Терминала 2, что делает Singapore Airlines единственной авиакомпанией, использующей более одного терминала в аэропорту Чанги. В то время как терминал вылета определяется назначением рейса, терминал прибытия подтверждается только за два часа до прибытия, что вызывает некоторые неудобства пассажирам.
Ожидается. что авиакомпании альянса Star Alliance, в который входит Singapore Airlines, также переедут в Терминал 3. Четыре авиакомпании, в том числе China Eastern Airlines и United Airlines, уже подтвердили информацию о переводе операций в Терминал 3 с 26 марта 2008 года.

#### Терминал 4
Singapore Changi Airport Terminal 4 является четвёртым пассажирским терминалом в сингапурского аэропорта Чанги и открыт 31 октября 2017. Он расположен на территории бывшего сингапурского аэропорта Чанги, является бюджетным терминалом, стоимость его строительства составила $ 985 млн и по времени около 2 лет. Здание терминала было спроектировано и выполнено в основном корпорацией Takenaka Corporation, которая построила и отремонтировала многие здания в аэропорту Чанги. Он получил множество наград, в том числе особую премию Версальской архитектурной премии для Южной Азии.
Строительство нового Терминала 4 (T4) началось в начале 2014 года и было завершено 16 декабря 2016 года. Он официально открылся 31 октября 2017 года. В соответствии с новой концепцией «Быстрое и беспрепятственное путешествие в Чанги» (FAST @ Changi) будут такие варианты, как самостоятельная регистрация, в новом здании широко внедряются автоматизированные системы сдачи багажа, иммиграционного оформления и посадки. Терминал 4 представляет собой двухэтажное здание высотой 25 метров и общей площадью 225 000 квадратных метров. 17 стендов доступны для узкофюзеляжных самолётов, 4 стойки для широкофюзеляжных самолётов. Новая специальная 68-метровая диспетчерская вышка на рампе была также построена для «улучшения управления авиадиспетчерами движением воздушных судов на перроне и рулежных дорожках вокруг терминала». Он связан с другими терминалами бесплатными маршрутными автобусами.
В интерьере терминала использованы предметы местного культурного и исторического наследия. Торговые площади в «Зоне наследия» будут украшены фасадами традиционных перанаканских магазинов. Changi Airport Group (CAG) выдала все свои 80+ концессионных контрактов различным предприятиям розничной торговли, продуктов питания и напитков, включая, помимо прочего, Charles & Keith, Coach & Furla, Gassan Watches, Michael Kors, London Fat Duck, Old Street Bak Kut Тех и Суши Гошин от Акаши. Лепестковые облака — ещё одна ключевая особенность Терминала 4, включающая 6 отдельных элементов, свисающих с комнаты, и 16 движущихся частей.
Параллельно с развитием Терминала 4 были проведены основные работы на аэродроме по увеличению количества стоянок для самолётов, чтобы удовлетворить потребности всех авиакомпаний, работающих в Чанги. Земельный участок площадью 38 гектаров к югу от Терминала 3, на котором расположены детские сады аэропорта и резервуар, был преобразован в зону стоянки самолётов для размещения 17 стоянок для узкофюзеляжных и 9 широкофюзеляжных самолётов. Был также построен подвесной автомобильный мост через бульвар Аэропорт, чтобы автобусы и другие транспортные средства контролируемой зоны могли перемещаться от Т4 к этим стоянкам самолётов.
Всего в Терминале 4 имеется 21 выходных и 8 выходов для автобусов, пронумерованные выходы с G1 по G21 и с H1 по H8. Выходы G1 — G17 могут использоваться только узкофюзеляжными самолётами, такими как Airbus A320 и Boeing 737 , а выходы G18 — G21 могут использоваться как узкофюзеляжными, так и широкофюзеляжными самолётами. Узкофюзеляжные воздушные суда также могут использовать несколько постов приема воздушных судов (MARS) на выходах G18 — G21, которые обозначены как Gates G18L — G21R. Автобусные выходы с H1 по H8 расположены на первом этаже в дополнительном здании рядом с Зоной наследия и обслуживают самолёты, припаркованные на удаленных стоянках.
Cathay Pacific и Korean Air были первыми двумя авиакомпаниями, перешедшими в терминал T4 на 31 октября 2017. За ними последовали Cebu Pacific и Spring Airlines — 2 ноября 2017 года, AirAsia и Vietnam Airlines — 7 ноября 2017. 6 марта 2018 года VietJet Air переместила свои операции из Т3 в Т4. Ввиду последствий пандемии COVID-19, Cathay Pacific временно перенесла свои операции обратно в Терминал 1.
Среди новых авиакомпаний в аэропорту Чанги — JC International Airlines и Lanmei Airlines, которые начали полёты из T4 с 25 января 2018 года и 22 апреля 2018 года соответственно. Обе авиакомпании с тех пор прекратили свои рейсы в Сингапур. GX Airlines и Juneyao Airlines начали полеты в Сингапуре 12 декабря 2018 года и 1 февраля 2019 года соответственно.
15 мая 2018 года West Air переместила свои операции из Т1 в Т4. 28 октября 2018 года Regent Airways переместила свои операции из T1 в T4.
30 ноября 2018 года Hainan Airlines возобновила полеты в Сингапур.
Было объявлено, что Терминал 4 будет закрыт 16 мая на неопределенный срок в результате пандемии COVID-19 в Сингапуре с целью быстрого возобновления работы, когда спрос вернётся.

#### Терминал JetQuay CIP
Терминал JetQuay был переделан из бывших терминалов VIP, которые использовались для приёма иностранных пассажиров. Его новое название — CIP(Commercially Important People), он обслуживает пассажиров любого рейса, любой авиакомпании и любого класса, которые иначе бы пользовались одним из основных терминалов (T1, T2 или T3). В JetQuay проходит регистрация на рейс, приём багажа и иммиграционный контроль.

#### Бюджетный терминал
Аэропорт Чанги одним из первых в Азии (наряду с Международным аэропортом Куала-Лумпура) открыл терминал для бюджетных авиакомпаний. Название терминала (Budget Terminal) было принято в результате опроса общественного мнения. Этот терминал не включён в систему нумерации и фактически самый новый Терминал 3 является пятым по счёту терминалом аэропорта.
Для того, чтобы снизить тарифы за посадку, обслуживание и аэропортовые сборы, в этом терминале нет телетрапов, сложного оборудования и дорогого интерьера. Тем не менее, терминал оборудован системой кондиционирования, в нём есть торговая зона и рестораны, доступен бесплатно Интернет. В терминале нет средств обслуживания трансферных пассажиров. Пассажиры, летящие с пересадкой, должны пройти иммиграционный контроль, получить багаж, пройти таможню, добраться в один из основных терминалов с помощью бесплатного автобуса и пройти регистрацию на рейс соответствующей авиакомпании.
2 марта 2012 г. было объявлено, что 25 сентября 2012 г. бюджетный терминал будет закрыт и снесён, чтобы освободить место для терминала 4. Все авиакомпании, ранее работавшие из бюджетного терминала, переехали в Терминал 2 после того, как последний рейс вылетел из бюджетного терминала в 2 утра 25 сентября. Строительство Терминала 4 началось в 2013 году и было завершено 31 октября 2017 года. Он будет иметь пропускную способность 16 миллионов пассажиров в год по сравнению с 7 миллионами ранее использовавшихся в Бюджетном терминале и будет иметь аэромосты. Он также обещает иметь более широкий выбор розничной торговли, продуктов питания и напитков по сравнению с нынешним бюджетным терминалом. Терминал 4 будет спроектирован так, чтобы обеспечить эффективную обработку пассажиров и быстрый оборот самолётов, как только к 2011 году будет заключено соглашение об открытом небе АСЕАН.

#### Приём Airbus A380
Базирующаяся в Чанги авиакомпания Singapore Airlines стала первым покупателем Airbus A380, поэтому в аэропорту были проведены работы по обеспечению приёма этого гигантского самолёта с октября 2007 года. Управление гражданской авиации Сингапура инвестировало 60 млн сингапурских долларов на модернизацию двух терминалов и инфраструктуры аэропорта, в том числе увеличение ворот, новые пирсы, увеличение багажных каруселей от обычных 70 м до 90 м. 16 августа 2005 года аэропорт Чанги ввёл в эксплуатацию первые 11 специально построенных гейтов для этого самолёта. Гейты позволяют пассажирам попадать на верхнюю палубу нового 555-местного самолёта непосредственно из комнаты ожидания. Комнаты ожидания также значительно увеличены с расчётом на вместимость A380. 11 новых гейтов находятся в Терминалах 1 и 2, ещё 8 были введены в эксплуатацию в Терминале 3 9 января 2008 года.

## Статистика
|            |                |           |                   |           |                 |           |            |
| Год        | Пассажиропоток | Изменения | Грузопоток (тонн) | Изменения | Взлётов/посадок | Изменения | Примечания |
| 1980       | 7,294,549      | ▬ 0.0     | н/д               | н/д       | 75,971          | ▬ 0.0     |            |
| 1981       | 8,152,158      | ▲ 11,7 %  | н/д               | н/д       | 71,365          | ▼ 6,1 %   |            |
| 1982       | 8,611,812      | ▲ 5,6 %   | н/д               | н/д       | 68,159          | ▼ 4,5 %   |            |
| 1983       | 8,679,152      | ▲ 0,8 %   | н/д               | н/д       | 67,594          | ▼ 0,8 %   |            |
| 1984       | 9,465,651      | ▲ 9,1 %   | н/д               | н/д       | 70,674          | ▲ 4,5 %   |            |
| 1985       | 9,856,830      | ▲ 4,1 %   | н/д               | н/д       | 73,223          | ▲ 3,6 %   |            |
| 1986       | 10,067,719     | ▲ 2,1 %   | 352,806           | ▬ 0.0     | 73,022          | ▼ 0,3 %   |            |
| 1987       | 11,203,793     | ▲ 11,3 %  | 419,099           | ▲ 18,8 %  | 76,276          | ▲ 4,5 %   |            |
| 1988       | 12,595,286     | ▲ 12,4 %  | 512,509           | ▲ 22,3 %  | 82,930          | ▲ 8,7 %   |            |
| 1989       | 14,136,367     | ▲ 12,3 %  | 577,610           | ▲ 12,7 %  | 87,421          | ▲ 5,4 %   |            |
| Источники: |                |           |                   |           |                 |           |            |

|            |                |           |                   |           |                 |           |                             |
| Год        | Пассажиропоток | Изменения | Грузопоток (тонн) | Изменения | Взлётов/посадок | Изменения | Примечания                  |
| 1990       | 15,620,758     | ▲ 10,5 %  | 623,841           | ▲ 8,0 %   | 97,675          | ▲ 11,7 %  |                             |
| 1991       | 16,285,039     | ▲ 4,3 %   | 643,209           | ▲ 3,1 %   | 108,728         | ▲ 11,3 %  |                             |
| 1992       | 18,100,155     | ▲ 11,1 %  | 719,004           | ▲ 11,7 %  | 125,526         | ▲ 15,4 %  |                             |
| 1993       | 19,987,214     | ▲ 10,4 %  | 838,416           | ▲ 16,6 %  | 136,762         | ▲ 8,9 %   |                             |
| 1994       | 21,644,677     | ▲ 8,3 %   | 1,009,764         | ▲ 20,4 %  | 145,334         | ▲ 6,3 %   |                             |
| 1995       | 23,196,240     | ▲ 7,2 %   | 1,105,773         | ▲ 9,5 %   | 156,334         | ▲ 7,6 %   |                             |
| 1996       | 24,514,248     | ▲ 5,7 %   | 1,190,457         | ▲ 7,6 %   | 166,749         | ▲ 6,7 %   |                             |
| 1997       | 25,174,344     | ▲ 2,7 %   | 1,336,254         | ▲ 12,2 %  | 172,672         | ▲ 3,5 %   |                             |
| 1998       | 23,803,180     | ▼ 5,4 %   | 1,283,660         | ▼ 4,0 %   | 165,242         | ▼ 4,3 %   | Азиатский финансовый кризис |
| 1999       | 26,064,645     | ▲ 9.5     | 1,500,393         | ▲ 16.8    | 165,961         | ▲ 0.4     |                             |
| Источники: |                |           |                   |           |                 |           |                             |

|            |                |           |                   |           |                 |           |                           |
| Год        | Пассажиропоток | Изменения | Грузопоток (тонн) | Изменения | Взлётов/посадок | Изменения | Примечания                |
| 2000       | 28,618,200     | ▲ 9.8     | 1,682,489         | ▲ 12.1    | 173,947         | ▲ 4.8     |                           |
| 2001       | 28,093,759     | ▼ 1.83    | 1,507,062         | ▼ 11.6    | 179,359         | ▲ 3.1     | Теракты 11 сентября       |
| 2002       | 28,979,344     | ▲ 3.2     | 1,637,797         | ▲ 8.7     | 174,820         | ▼ 2.5     |                           |
| 2003       | 24,664,137     | ▼ 14.9    | 1,611,407         | ▼ 1.6     | 154,346         | ▼ 11.7    | Вспышка SARS              |
| 2004       | 30,353,565     | ▲ 23.0    | 1,775,092         | ▲ 10.1    | 184,932         | ▲ 19.8    |                           |
| 2005       | 32,430,856     | ▲ 6.8     | 1,833,721         | ▲ 3.3     | 204,138         | ▲ 10.3    |                           |
| 2006       | 35,033,083     | ▲ 8.0     | 1,931,881         | ▲ 5.4     | 214,000         | ▲ 4.8     |                           |
| 2007       | 36,701,556     | ▲ 4.8     | 1,918,159         | ▼ 0.7     | 221,000         | ▲ 3.3     |                           |
| 2008       | 37,694,824     | ▲ 2.7     | 1,883,894         | ▼ 1.8     | 232,000         | ▲ 5.0     |                           |
| 2009       | 37,203,978     | ▼ 1.3     | 1,633,791         | ▼ 15.3    | 240,360         | ▲ 3.6     | Мировой финансовый кризис |
| Источники: |                |           |                   |           |                 |           |                           |

|            |                |           |                   |           |                 |           |            |
| Год        | Пассажиропоток | Изменения | Грузопоток (тонн) | Изменения | Взлётов/посадок | Изменения | Примечания |
| 2010       | 42,038,777     | ▲ 13.0    | 1,813,809         | ▲ 11.0    | 263,593         | ▲ 9.7     |            |
| 2011       | 46,543,845     | ▲ 10.7    | 1,865,252         | ▲ 2.8     | 301,711         | ▲ 14.5    |            |
| 2012       | 51,181,804     | ▲ 10.0    | 1,806,225         | ▼ 3.2     | 324,722         | ▲ 7.6     |            |
| 2013       | 53,726,087     | ▲ 5.0     | 1,850,233         | ▲ 2.4     | 343,800         | ▲ 5.9     |            |
| 2014       | 54,093,070     | ▲ 0.8     | 1,843,799         | ▼ 0.3     | 341,386         | ▼ 0.7     |            |
| 2015       | 55,448,964     | ▲ 2.5     | 1,853,087         | ▲ 0.5     | 346,334         | ▲ 1.5     |            |
| 2016       | 58,698,039     | ▲ 5.9     | 1,969,434         | ▲ 6.3     | 360,490         | ▲ 4.1     |            |
| 2017       | 62,219,573     | ▲ 6.0     | 2,125,226         | ▲ 7.9     | 373,201         | ▲ 3.5     |            |
| 2018       | 65,600,000     | ▲ 5.5     | 2,150,000         | ▲ 1.4     | 386,000         | ▲ 3.4     |            |
| 2019       | 68,300,000     | ▲ 4.0     | 2,010,000         | ▼ 6.5     | 382,000         | ▼ 1.0     |            |
| Источники: |                |           |                   |           |                 |           |            |

|            |                |           |                   |           |                 |           |                   |
| Год        | Пассажиропоток | Изменения | Грузопоток (тонн) | Изменения | Взлётов/посадок | Изменения | Примечания        |
| 2020       | 11,800,000     | ▼ 82.8    | 1,540,000         | ▼ 23.3    | 125,000         | ▼ 67.2    | Пандемия COVID-19 |
| 2021       | 3,053,000      | ▼ 74.1    | 1,947,000         | ▲ 26.1    | 109,000         | ▼ 13.2    | Пандемия COVID-19 |
| Источники: |                |           |                   |           |                 |           |                   |

Данные из запроса в Викиданные.
Падение пассажиропотока в 2020 и 2021 годах связано с пандемией COVID-19.

## Транспорт
При строительстве аэропорта Чанги учитывался вопрос транспортировки пассажиров в и из аэропорта, для этого была построена Ист-Кост-Парквэй, дорога, соединяющая аэропорт с центром города. Длина этого шоссе около 20 км, его строительство велось на насыпанном участке земли; таким образом удалось избежать разрушений дорожной сети восточного побережья Сингапура.
Три главных пассажирских терминала расположены рядом друг с другом и являются смежными, поэтому при желании пассажиры могут пройти между ними пешком, тем не менее для быстрого и удобного перемещения существует система Skytrain. Эта система прошла модернизацию в 2007 году и была продлена до Терминала 3. Эта рельсовая система не соединена с Бюджетным терминалом.

### Межтерминальный транспорт
Skytrain соединяет Терминалы 1, 2 и 3, всего на его маршруте семь станций. Существуют отдельные вагоны для транзитных пассажиров и для летящих в или из Сингапура. Построена система была в 1990-х годах для связи между Терминалами 1 и 2 с поездами Bombardier CX-100, в 2006 году была проведена модернизация по технологии Mitsubishi и в 2007 продлена до Терминала 3. Проезд бесплатный и возможен с 5:30 до 2:30 ежедневно. Между Терминалом 2 Бюджетным терминалом курсируют бесплатные автобусы. Кроме того, бесплатные автобусы отправляются каждые 20 минут во время, когда не работает Skytrain; они осуществляют рейсы между всеми четырьмя терминалами.

### Внешний транспорт
Между Терминалами 2 и 3 расположена станция, от которой отправляются поезда Mass Rapid Transit. Прямое одноколейное железнодорожное сообщение с пригородами и западными частями Сингапура было открыто 8 февраля 2002 года (через Терминал 2). Оно было заменено современными шаттлами 22 июля 2003 года, однако загрузка на этом участке осталась небольшой по сравнению с пассажиропотоком из Тампинеса и Пасир Рис. Необходима кросс-платформенная пересадка на станции Тана-Мера (Tanah Merah) для того, чтобы можно было воспользоваться всей сетью MRT. Дорога в пригороды Сингапура занимает обычно 27 минут без учёта времени ожидания и пересадки. Билет на метро покупается в специальном автомате, который не принимает крупные купюры. Деньги может разменять сотрудник на стойке информации. Цена билета зависит от расстояния.
До открытия станции MRT основным видом транспорта в и из аэропорта были автобусы. Рейсы осуществляют SBS Transit и SMRT Buses, они отправляются от автобусных станций, расположенных около каждого из трёх главных терминалов, а также со станции Бульвар Аэропорт, которая связана с Бюджетным терминалом, проходя по петле мимо всех терминалов.
Стоянки такси расположены возле каждого из трёх главных терминалов и возле Бюджетного терминала.

## Авиакатастрофы и происшествия
- 12 июля 1988 года североамериканский Rockwell CT-39E Sabreliner военно-морских сил США, вылетевший в Сабик-Бэй на Филиппинах, упал в Южно-Китайское море. Экипаж самолета был спасён Вьетнамским рыболовецким судном.[157]
- 25 марта 1991 года рейс 117 Сингапурских Авиалиний — Airbus A310, вылетевший из Куала-Лумпура, был захвачен четырьмя террористами по пути в Сингапур. Захватчики требовали дозаправки самолета, чтобы он мог долететь до Австралии. После приземления в Сингапуре спецназ ворвался в самолёт и уничтожил четырёх пакистанских террористов. Никто из пассажиров не пострадал.[158]
- 19 декабря 1997 года рейс 185 авиакомпании SilkAir — Boeing 737-36N, вылетевший из Международного аэропорта Сукарно-Хатта в Джакарте начал быстро снижаться, затем в полёте разбился и упал в дельту реки Муси[нет в источнике]. National Transportation Safety Board, (NTSB) США предположил, что таким образом капитан экипажа мог покончить жизнь самоубийством, выключив оба Бортовых средства объективного контроля и пустив самолет в снижение, когда первый офицер мог находиться вне кабины пилота[157].
- 31 октября 2000 года рейс 006 Сингапурских Авиалиний — Боинг 747-400 — из Сингапура в Лос-Анджелес штата Калифорния, летевший через Тайбэй, столкнулся с оборудованием ВПП в Международный аэропорт имени Чан Кайши, в результате чего погибли 83 из 179 человек на борту.[159]
- 11 октября 2007 года нелегальный пассажир из Палестины выпал из отсека шасси рейса 119 Сингапурских Авиалиний из Куала-Лумпура. Полиция аэропорта арестовала его, и неделей позже он был депортирован обратно в Малайзию. Этот инцидент привлёк внимание общественности к обеспечению безопасности в международном аэропорту Куала-Лумпура[160][161].

## Признание
Аэропорт Чанги в Сингапуре стал лучшей воздушной гаванью в мире в 2025 году по версии Skytrax. Аэропорт лидирует в рейтинге World Airport Awards уже в 13-й раз. Воздушная гавань Чанги также получила награды за лучшее питание и туалеты.